# Muasdale
Muasdale, schottisch-gälisch: Muasdal, ist eine kleine Ortschaft in der schottischen Council Area Argyll and Bute. Sie liegt an der Westküste der dünn besiedelten Halbinsel Kintyre am südlichen Ende des Gigha-Sunds etwa 20 Kilometer nordwestlich von Campbeltown und 33 Kilometer südwestlich von Tarbert. Gegenüber liegt die Insel Cara. Im Jahre 1961 wurden in Muasdale 73 Einwohner gezählt. In neueren Zensusdaten ist die Ortschaft nicht mehr separat aufgeführt. In Muasdale mündet der Bach Clachaig Water ins Meer, der im Zentrum von Kintyre aus dem Loch na Naich abfließt.

## Verkehr
Die Ortschaft ist direkt an der A83 gelegen, welche die Halbinsel Kintyre an den Central Belt anschließt. Obschon insbesondere die Westküste Kintyres auch in der Vergangenheit nur sehr dünn besiedelt war, existierte bereits um 1750 ein Weg durch Muasdale, der sich als bedeutend genug erwies, um in William Roys Kartenwerk aufgeführt zu werden. Die Straßenbrücke in Muasdale wurde kürzlich erneuert und ersetzte dabei eine alte Bogenbrücke über das Clachaig Water. Im nördlichen Nachbarort Tayinloan befindet sich ein Fähranleger zur Insel Gigha.

## Sehenswürdigkeiten
Nördlich von Muasdale finden sich auf einer Hügelkuppe die Überreste eines Duns namens Dun Domhnuill. Dieser maß 15 m × 7,5 m, ist heute jedoch weitgehend zerstört. Östlich der Ortschaft befindet sich ein Stein mit Cup-and-Ring-Markierungen. An der Küste zwischen Muasdale und Tayinloan befindet sich mit der Killean and Kilchenzie Parish Church ein Denkmal aus der höchsten schottischen Denkmalkategorie A. Das im Jahre 1791 im Georgianischen Stil erbaute Kirchengebäude ist heute noch in Benutzung.

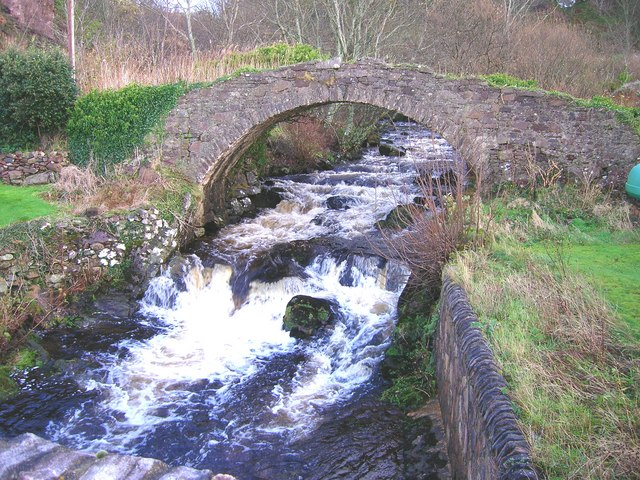
Die alte Bogenbrücke über das Clachaig Water
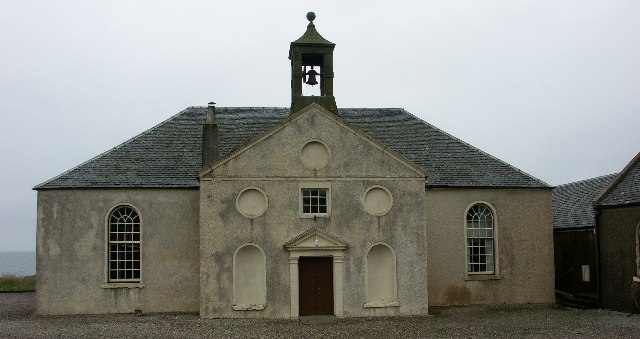
Killean and Kilchenzie Parish Church
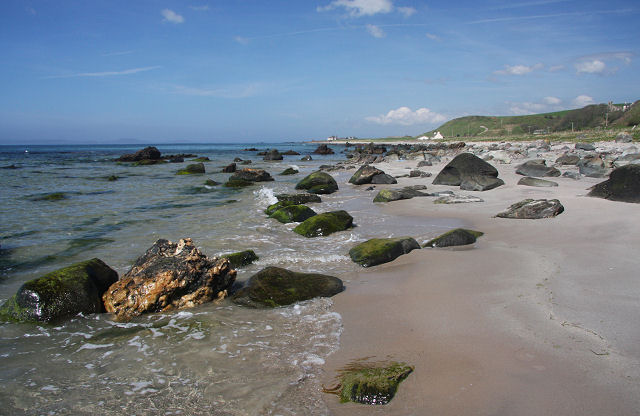
Küste bei Muasdale